# Zentralarchiv der Evangelischen Kirche der Pfalz
Das Zentralarchiv der Evangelischen Kirche der Pfalz ist der zentrale Aufbewahrungsort protestantischer Überlieferung in der Pfalz. Das Archiv ist in Speyer im denkmalgeschützten Gebäude Am Domplatz 6 untergebracht.

## Geschichte
Das Zentralarchiv befindet sich südlich des Speyerer Domes und steht am Platz eines durch Domdekan Hermann Lothar von Auwach († 1722) auf den Ruinen des alten Schlegelhofes erbauten Barockpalais, welches später dem Domscholaster Karl Joseph von Mirbach (1718–1798) gehörte und in der Stadt allgemein als Mirbach-Haus bekannt war. Von diesem Vorgängerbau ist heute nur noch das Torhaus mit Türmen erhalten, die sogenannte Auwach-Balustrade (1702). Am Karfreitag 1277 wurde hier der Domdekan Albert von Mußbach ermordet.
Der jetzige Bau wurde 1902 nach Plänen des Architekten Georg Maxon als Kreisarchiv (Staatsarchiv) der Pfalz errichtet und ging später in den Besitz der Protestantischen Landeskirche über.
Seit 1957 ist das Zentralarchiv mit dem Aufbau einer kirchengeschichtlichen Bibliothek und „Pfalzbibliothek“ beauftragt. Neben der Archivfunktion für die Evangelische Kirche der Pfalz (Protestantische Landeskirche) verwaltet es einen großen Bestand zum Thema der deutschen Ostasienmission. Dieser Sonderbestand umfasst 13.000 Bände, 30 Zeitschriften, 3.000 Glasbilder, 1.500 Fotos, 1.000 Klischees und über 14 Meter Akten.
Die Direktorin des Archivs ist Dr. Rebecca Rose (2023). Das Archiv liegt gegenüber dem Historischen Museum der Pfalz; ein Archivshop bietet Nachdrucke historischer Post- und Grußkarten, Fachbücher und -broschüren an.

## Rechtsgrundlage
Rechtsgrundlage ist das Gesetz zur Sicherung und Nutzung von kirchlichem Archivgut in der Evangelischen Kirche der Pfalz (Protestantische Landeskirche) – Archivgesetz vom 7. Mai 1999 und die Ordnung für die Aufbewahrung, Aussonderung und Vernichtung von Schriftgut kirchlicher Dienststellen (Aufbewahrungs- und Kassationsordnung) vom 23. Februar 1990.

## Archivleiter
- Rebecca Rose seit 2022
- Gabriele Stüber 1992–2022[6]
- Wolfgang Eger 1979–1992